# Richel

Localització de l'illa de Richel al mar de Wadden.

Richel és un illot sorrenc del mar de Wadden. Situat un quilòmetre a l'oest del punt més septentrional de Vlieland, està lleugerament desplaçada de la cadena d'illes Frisones. Per les seves dimensions pot ser comparada amb Gryn, si bé aquest darrer està més aïllat.